# Beryl Kimber

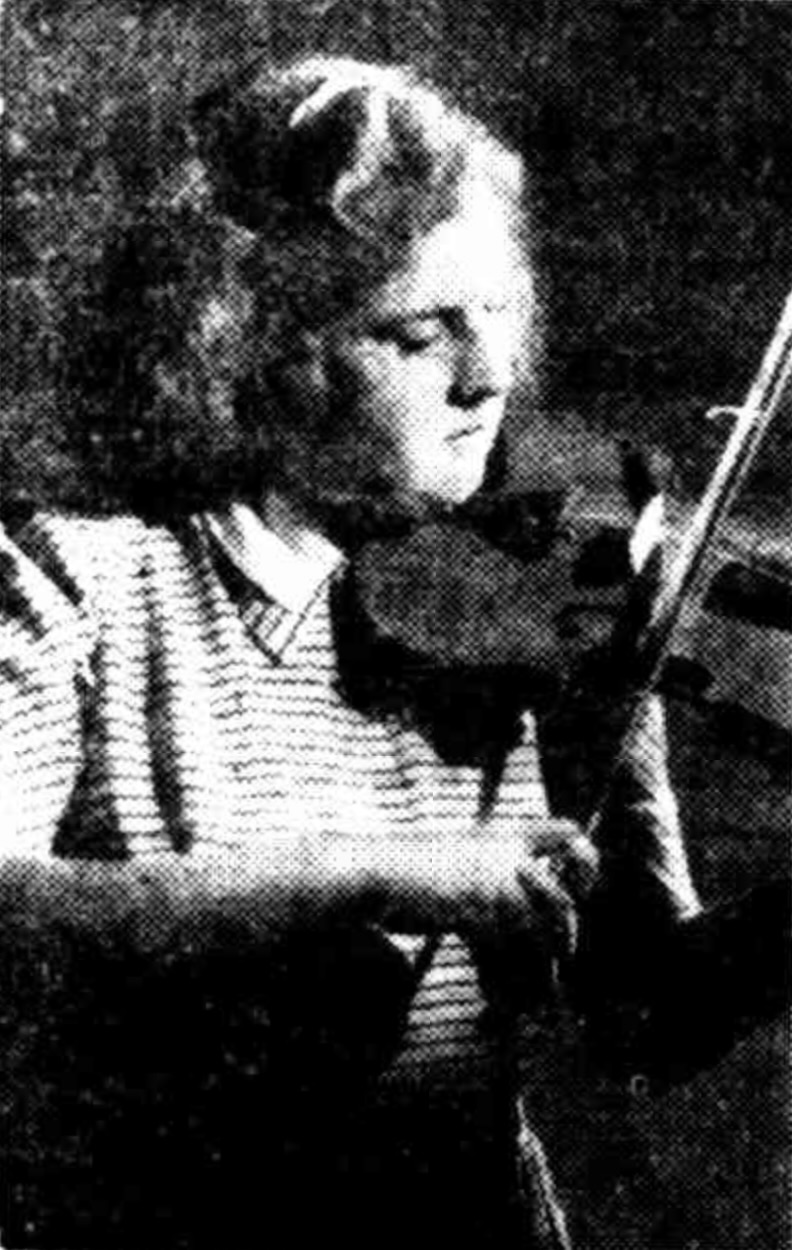
Beryl Kimber (1946)

Marie Beryl Kimber Leske OBE (* 3. Juni 1928 in Perth; † 25. November 2022 in Sydney) war eine australische Geigerin.

## Leben
Beryl Kimber wurde 1928 im westaustralischen Perth geboren und wuchs in einer Musikerfamilie in Tasmanien auf. Ihr Vater war ein Orchesterleiter, und auch zwei Brüder wurden später Musiker. Als 15-Jährige ging sie nach Melbourne, um Geigenunterricht bei der französischen Violinistin Jeanne Gautier zu nehmen. Dort debütierte sie zwei Jahre später als Solistin beim Melbourne Symphony Orchestra. Weiteren Unterricht nahm sie nach Ende des Zweiten Weltkriegs bei Jascha Gopinko in Sydney. Parallel nahm sie mehrfach an den ABC Young Performers Awards teil, einem Nachwuchswettbewerb für junge Musiker der Australian Broadcasting Corporation (ABC). 1946 verließ sie Australien, um mit einem Stipendium des British Council an der Royal Academy of Music in London zu studieren. 1950 erhielt sie die Möglichkeit, für ein Jahr Unterricht bei George Enescu in Paris zu nehmen. Nach Abschluss ihres Studiums betätigte sich Kimber vornehmlich in Europa als Solistin und trat mit bekannten Dirigenten wie Ralph Vaughan Williams, Malcolm Sargent, Colin Davis und Daniel Barenboim auf. Mit Geoffrey Parsons unternahm sie eine Konzerttournee durch die Schweiz, mit Gerald Moore trat sie in der Londoner Wigmore Hall auf. Im Rahmen der Proms in der Londoner Royal Albert Hall spielte Kimber ebenfalls mehrere Konzerte. Ab 1951 tourte sie zudem regelmäßig durch ihr Heimatland Australien. 1958 nahm sie am Tschaikowski-Wettbewerb teil und erhielt als Auszeichnung unter anderem einen Plattenvertrag. Parallel nahm Kimber weiteren Unterricht bei Max Rostal und Dawid Fjodorowitsch Oistrach.
Auf Einladung von John Bishop war Kimber ab 1963 associate professor am Elder Conservatorium of Music an der University of Adelaide. Für diese Berufung verließ sie nach über 15 Jahren London und kehrte wieder nach Australien zurück. Zu ihren Schülern gehörten Adele Anthony, Luke Dollman und Niki Vasilakis. Neben ihrer Lehrtätigkeit gab Kimber weiterhin Konzerte und unternahm Konzerttourneen, die sie in alle Teile Australien und regelmäßig auch ins Ausland führten. 1968 lernte sie auf einer ABC-Konzerttournee durch Australien den Pianisten Clemens Leske kennen, den sie im nächsten Jahr heiratete. Ihr gemeinsamer Sohn, ebenfalls Clemens Leske genannt, wurde später selbst erfolgreicher Konzertpianist. 1980 wurde sie für ihre Verdienste um die Musik zum Officer des Order of the British Empire (OBE) ernannt. Ferner war sie Fellow der Royal Academy of Music. 1999 wurde Kimber in Adelaide emeritiert und übernahm danach eine Stelle als Dozentin am Sydney Conservatorium of Music. 2008 erhielt Kimber gemeinsam mit ihrem Ehemann den Distinguished Alumni Award der University of Adelaide. Seit 2019 verwitwet, verstarb Kimber im November 2022 mit 94 Jahren in ihrer Wahlheimat Sydney.